# Juan van Deventer
Juan van Deventer (Juan Pierre van Deventer; * 26. März 1983 in Vereeniging) ist ein ehemaliger südafrikanischer Mittel- und Langstreckenläufer.

## Leben
Auf seiner Spezialstrecke, der 1500-Meter-Distanz, gewann er 2008 bei den Leichtathletik-Afrikameisterschaften in Addis Abeba Bronze und wurde Sechster bei den Olympischen Spielen in Peking.
Ebenfalls Sechster wurde er 2010 bei den Hallenweltmeisterschaften in Doha.

## Persönliche Bestzeiten
- 800 m: 1:47,44 min, 31. Januar 2003, Potchefstroom
- 1000 m: 2:19,38 min, 28. März 2003, Roodepoort
- 1500 m: 3:34,30 min, 30. Mai 2009, New York City
  - Halle: 3:36,96 min, 14. Februar 2010, Gent (südafrikanischer Rekord)
- 1 Meile: 3:51,31 min, 6. Juni 2008, Oslo
- 3000 m: 7:41,06 min, 22. Juli 2008, Stockholm (südafrikanischer Rekord)
  - Halle: 7:49,91 min, 7. Februar 2010, Moskau (südafrikanischer Rekord)
- 5000 m: 13:22,64 min, 6. August 2010, Stockholm